# I̮
Cette page contient des caractères spéciaux ou non latins. S’ils s’affichent mal (▯, ?, etc.), consultez la page d’aide Unicode.
I̮ (i̮ en minuscule), appelé i brève souscrite, est un graphème utilisé dans la romanisation du grec chypriote. Il s’agit de la lettre I diacritée d’une brève souscrite.

## Utilisation
Le i̮ est utilisé par certains auteurs comme translittération latin du iota brève souscrite ‹ ι̮ › grec utiisé dans l’écriture du grec chypriote. La Bibliothèque nationale de France l’utilise notamment dans la romanisation du grec basée sur l’ISO 843 dans son catalogue, par exemple dans la translittération ‹ Tà hīli̮ovouttī́mata › de Τὰ ἡλι̮οβουττήματα.
Le i̮ est utilisé dans l’alphabet phonétique ouralien pour représenter un i centralisé, généralement [ɨ] dans l’API (alphabet phonétique international), ou un i postérieur, généralement [ɯ] dans l’API, par exemple dans la transcription du vote de Luuditsa.

## Représentations informatiques
Le I brève souscrite peut être représenté avec les caractères Unicode suivants (latin de base, diacritiques) :
| formes    | représentations | chaînes de caractères | points de code | descriptions                                          |
| --------- | --------------- | --------------------- | -------------- | ----------------------------------------------------- |
| capitale  | I̮               | I◌̮                    | U+0049 U+032E  | lettre majuscule latine i diacritique brève souscrite |
| minuscule | i̮               | i◌̮                    | U+0069 U+032E  | lettre minuscule latine i diacritique brève souscrite |

## Sources
- Bibliothèque nationale de France, « Translittération du grec », sur Kitcat : portail d’aide au catalogage de la BnF
- (en) Fedor Rozhanskiy et Elena Markus, « On the mid and high non-labial vowels in Luuditsa Votic », Linguistica Uralica, vol. 53, no 4,‎ décembre 2017, p. 241-255 (DOI 10.3176/lu.2017.4.01, kirj.ee, academia.edu)